# Ormes, Loiret
Ormes är en kommun i departementet Loiret i regionen Centre-Val de Loire strax norr Frankrikes mitt. Kommunen ligger i kantonen Ingré som tillhör arrondissementet Orléans. År 2022 hade Ormes 4 341 invånare.

## Befolkningsutveckling
Antalet invånare i kommunen Ormes
| Referens: INSEE |